# シンガポール植民地

シンガポール植民地（1946年-1958年）
シンガポール州（1958年-1963年）
Colony of Singapore（英語）
新加坡殖民地（中国語）
Tanah Jajahan Singapura（マレー語）
காலனிய சிங்கப்பூர்（タミル語）
（1946 ‐ 1958）
State of Singapore（英語）
新加坡州（中国語）
Negeri Singapura（マレー語）
சிங்கப்பூர் மாநிலம்（タミル語）
（1958 ‐ 1963）

国歌: God Save the Queen（英語）
女王陛下万歳

シンガポール植民地（シンガポールしょくみんち、英語: Colony of Singapore、中国語: 新加坡殖民地、マレー語: Tanah Jajahan Singapura、タミル語: காலனிய சிங்கப்பூர்）は、イギリスの直轄植民地である。

## 解説
1945年に、日本による占領が終了した直後の海峡植民地が廃止されたことによって成立した。イギリス政府の権限は、シンガポール総督に与えられていた。1955年に部分的な自治権を与えられた後、1959年に正式な自治権を獲得した。
シンガポールは1963年9月16日にマラヤ連邦、サラワク直轄植民地、北ボルネオ直轄植民地と合併してマレーシアが成立したことで、144年間にわたるイギリスの統治が終了した。しかし政治、経済、人種の違いから、1965年8月9日に都市国家のシンガポール共和国として独立した。